# Здание государственного банка (Чернигов)
Здание государственного банка — памятник архитектуры местного значения в Чернигове. В настоящее время в здании размещаются Черниговский городской совет и исполнительный комитет Черниговского городского совета.

## История
Решением исполкома Черниговского областного совета народных депутатов от 26.03.1984 № 118 присвоен статус памятник архитектуры местного значения с охранным № 4-Чг.
Здание имеет собственную «территорию памятника» и расположено в «комплексной охранной зоне памятников исторического центра города», согласно правилам застройки и использования территории. На здании установлена информационная доска.

## Описание
Кирпичный, 2-этажный на цоколе, Г-образный в плане дом. Фасад главный направлен на юго-восток к Магистратской улице. Ось симметрии главного фасада акцентирована 8-колонным (ионического ордена) портиком центрального входа. Портик увенчан аттиком, где изображен герб Чернигова. Портик украшен декоративными вазами в утопленных нишах. Ритм колонн, карнизы с медальонами и прочие детали, выполненные с художественным мастерством, создают торжественный образ сооружения в стиле неоклассицизм. На торцевом фасаде (со стороны улицыКирпоноса) имеет два ризалита, которые завершаются фронтонами. Окна прямоугольные. У входа расположены колонны, которые завершаются треугольным фронтоном. Торец северо-восточный и дворовой фасад также завершаются фронтонами.
«Черниговское отделение Государственного банка» было создано согласно указу Сената от 31 мая 1860 года про реорганизацию государственных кредитных учреждений. Возглавлялось управляющим и подчинялось Государственному банку России. 22 января 1919 года на основании декрета Временного рабоче-крестьянского правительства Украины был национализирован.
До строительства специального здания на углу улиц Магистратской и Александровской отделение государственного банка размещалось в арендованном помещении (улица Кирпоноса, дом № 30/77): далее по Александровской улице ближе к Александровской площади.
В 1908 году на углу улиц Магистратская и Александровская (современная Кирпоноса) было построено здание для «Черниговского отделения государственного банка». После 1919 года здесь размещался штаб стрелецкой дивизии имени М. В. Фрунзе. Во время Великой Отечественной войны дом был повреждён. Здание было отстроено с перепланированием внутренних помещений для городского исполнительного комитета. Сейчас в здании размещаются Черниговский городской совет и исполнительный комитет Черниговского городского совета.